# 瞬きもせず (漫画)
『瞬きもせず』（まばたきもせず）は、紡木たくによる日本の漫画作品。『別冊マーガレット』（集英社）にて連載された。1987年9月号から同年11月号までに第1章（3話）が掲載され、のちに1988年6月号から1990年4月号まで第2章（23話）が連載された。

## 概要
山口県を舞台とし、主人公の小浜かよ子とサッカー部の紺野芳弘との恋愛を中心に、家族の問題、友人の問題、進路の問題、地元に対する鬱屈した感情など、多感な時期を田舎のゆったりとした時間の中で過ごす高校生の日常を描いている。せりふは全編山口弁で書かれており、主人公達が通学する豊央高校のモデルとなった高校は山口県立山口高等学校である。
本作品の執筆については作者の紡木が、修学旅行で訪れたことのある山口をふたたび訪れた際に、空の青さや山々の美しさに感動したことがきっかけになったといい、「木漏れ日が反射する感じで。（中略）ビジュアル的に飛び込んできちゃって、描かずにはいられなかった」と語っている。作者は神奈川県出身だが、連載時には取材のために山口の高校に通い、サッカー部の練習や試合にも帯同した。また、連載終了後も山口を気に入り、3か月ほど同地に住んでいた。
本作品は少女漫画の世界に地方社会を取り入れた記念碑的作品とされており、漫画家のくらもちふさこは自身の作品『天然コケッコー』について、「あの作品は紡木のおかげで発表できたんですよ。方言を使う決断ができたのは、先に、紡木が山口県を舞台とした『瞬きもせず』で成功してたから、母の田舎を出してもいいなって思ったの」と評している。
漫画原作者で批評家の大塚英志は、本作品の結末について「外へと離脱する明瞭な意思のないままむしろ流されるように東京へと旅立ち、短期間で戻り、そして大人の自分を受け入れる。（前作の）『ホットロード』が通過儀礼によって彼らの物語が『始まる』物語だったとすれば、これは彼らの子供じみた夢や希望が『終わる』物語なのだ」「主人公が選ばれし存在として外へと旅立っていく形の物語はドラマとしてたやすいが、凡庸さの中に着地する物語はひどく難しい。紡木は例外的にそれを可能にしている」と評している。

## ストーリー
山口県に住む高校1年生の小浜かよ子は同じクラスでサッカー部の紺野芳弘に告白され交際を始める。好意を寄せ合いながらも素直に気持ちを現すことができず、すれ違う2人だったが、友人の藤井美つ子や水谷輝哉の協力もあって徐々に信頼を深めていく。
高校2年生になり、かよ子の兄・次男の家出、友人の輝哉と女子大生の交際、修学旅行などで慌しくなる。かよ子は自分の住む小さな街の高校生の多くが卒業後は県外に出ていくという状況を気に留めず、一日一日を過ごしていたが、選択の時が近づきつつあることを感じる。一方、国立競技場でのプレーを夢見てサッカーに情熱を傾けていた紺野は、やがて東京への憧れを抱くようになり、高校3年生になると卒業後の進路としてサッカー部のある神奈川県の工場への就職を決める。かよ子は都会への憧れと、生まれ育った土地への愛着とで気持ちが揺れ動くが、紺野と行動を共にすることを望み、家族の反対に逢いながらも東京の短大へ進学することを決める。
卒業後、かよ子と紺野は東京へと向かい、高校を中退して一足先に東京で生活を始めていた輝哉と再会する。新しい生活を始めた矢先、かよ子は母が倒れたという知らせを聞くと望郷の思いを募らせ、短大を辞めて山口へ帰郷する。一方、紺野は就職先のサッカー部から更に上のレベルのチームへ昇格できた者は誰一人いないという現実や、社会人としての生活に追われるうちに、サッカー選手としての夢を諦めていた。
それぞれの道を歩き始める2人だが、やがてお互いの大切さを再認識すると、紺野は輝哉に自分の生まれた街でかよ子と共に生きていくという決意を伝えて山口へと帰郷する。かよ子は地元の短大に編入し、紺野は実家の花屋で働きながら子供たちにサッカーを教え、二人が交際を再開するところで物語は終わる。

## 登場人物

### 主要人物
小浜 かよ子（こはま かよこ）
物語開始時高校1年。中学時代は陸上部だったが高校に入ってから始めたテニス部で美つ子と仲良くなり、その縁で紺野や輝哉たちと知り合う。男子に慣れていないこと、街から離れた場所に住んでいること、自分の家族のことなどに漠然としたコンプレックスを感じていたある日、突然紺野から告白され、付き合うことになる。
家族は父、母、祖母、兄・長男（ながお）と次男（つぐお）の6人暮らし。姉の桃子は就職して実家を離れている。
紺野 芳弘（こんの よしひろ）
物語開始時高校1年。サッカー部員。性格は明るく、いつも笑顔を絶やさない。
中学時代からサッカーに打ち込んでいて女子に興味のある素振りもなかったが、高校1年の夏に、ほとんど会話もしていなかったかよ子に突然告白し付き合うことになる。1年の時からサッカー部のレギュラーで、ポジションはフォワード。高校2年の秋からはキャプテンを務めた。実家は花屋を営んでいて、父親は長期入院中。母、妹と3人暮らし。

### 豊央高校
藤井 美つ子（ふじい みつこ）
通称「美っちゃん」。快活で他人思い。かよ子と入学早々親友になった。紺野や輝哉とは同じ中学出身で、男女関係なく仲がよい。かよ子と紺野の仲を取り持ち、その後もよき相談相手となった。輝哉に対し片思いをしているが、気持ちを隠して明るく振舞っている。
水谷 輝哉（みずたに てるや）
茶髪にパーマ、いかにもやんちゃな風体で、よく女子に声をかけたりしている。実家は喫茶店を営んでいる。紺野とは中学時代から大の親友で、紺野とかよ子を付き合わせるために根回しをしたり、紺野の恋の相談相手になっていた。東京から来た女子大生と恋仲になり、それがある事件を引き起こす。のちに高校を中退して東京へ。
箕輪（みのわ）
サッカー部監督。山口の出身で学生時代は東京のサッカー強豪校へ越境入学し、ジュニアユース代表に選ばれた経験がある。東京の高校で監督を務めていたが部員とトラブルになり、紺野達が2年生の時に豊央高校の監督に就任した。頬にはトラブルの際に負った大きな傷がある。サッカー部員を自分の手駒のように扱い厳しく接していたが、徐々に寛容さを見せるようになる。
相下 龍二（あいした りゅうじ）
サッカー部員でポジションはミッドフィールダー。かよ子たちの1年後輩。
箕輪が監督就任の際に地元の有望選手の中から引き抜いてきたうちの一人。ぶっきらぼうな性格で監督の箕輪ともたびたび衝突をする。紺野のことは「にやけた奴」と考えているが、一方で信頼もしている。

### 小浜家
小浜 一雄（こはま かずお）
かよ子の父。長男と共に自動車販売店で整備士を務めている。田舎の気のいい親父の風体だがデリカシーに欠ける面があり、末っ子のかよ子に何かとちょっかいを出している。かよ子と紺野との交際や東京行きについて一貫して反対の立場を採る。
小浜 梅代（こはま うめよ）
かよ子の母で、彼女の理解者の一人。過労気味でメニエール病を患っている。かよ子の東京行きを最終的に容認するが、彼女が旅立った後に心臓の病で倒れた。
小浜 長男（こはま ながお）
かよ子の兄で長男。父の自動車販売店で整備士として働いている。
小浜 次男（こはま つぐお）
かよ子の次兄で一つ年上。工業高校に通っている。田舎を嫌い、都会に憧れている。親に反発したり家出をしたりする小浜家の問題児であるが、かよ子には優しい兄。認知症になった祖母が、自分の存在を忘れてしまっていることに少し傷ついている。
小浜 桃子（こはま ももこ）
かよ子の姉。就職し実家を離れており、結婚し一児をもうけている。
小浜 つる（こはま つる）
かよ子の祖母。認知症を患っており次男のことを「よその子」と思い込んでいる。

### その他
聖（きよし）
作中で登場する歌手。紺野とかよ子が彼の歌を聴くシーンや高校3年の夏に地元で行われたコンサートへ行くシーンがあり、紺野が卒業後の進路を選ぶ動機の一つとなった。
監督（かんとく）
紺野の就職先のサッカー部のトップチームを率いている人物。昇格する可能性もなく娯楽としてサッカーに興じる下部チームを憂いている。

## 作品の舞台
作品内には山口県内の繊細な田舎の風景が登場する。ただし、施設名について言及されることは少なく確認できるものは山陽本線岩国駅、岩国城、山陽本線小郡駅 などである。このうちの岩国市の施設に関しては、かよ子と紺野のデートスポットとして描かれているものの両者が岩国に在住しているとは明示されていない。かよ子らが修学旅行から戻る際に新幹線の車内で「岡山の次は（中略）...小郡」というアナウンスを聞き帰郷したことを実感するシーンや、小浜家が小郡駅からさらに電車を乗り継いだ5つ先の駅の近辺にあることを示唆するシーンがあり、作品の主な舞台が小郡周辺に存在することが暗示されている。また、豊央高校の所在地については実在の地名ではなく「中央市」という架空の地名が用いられているが、かよ子の実家から自転車で40分かかる場所にあること、普通科と商業科が併設されていることが明示されている。

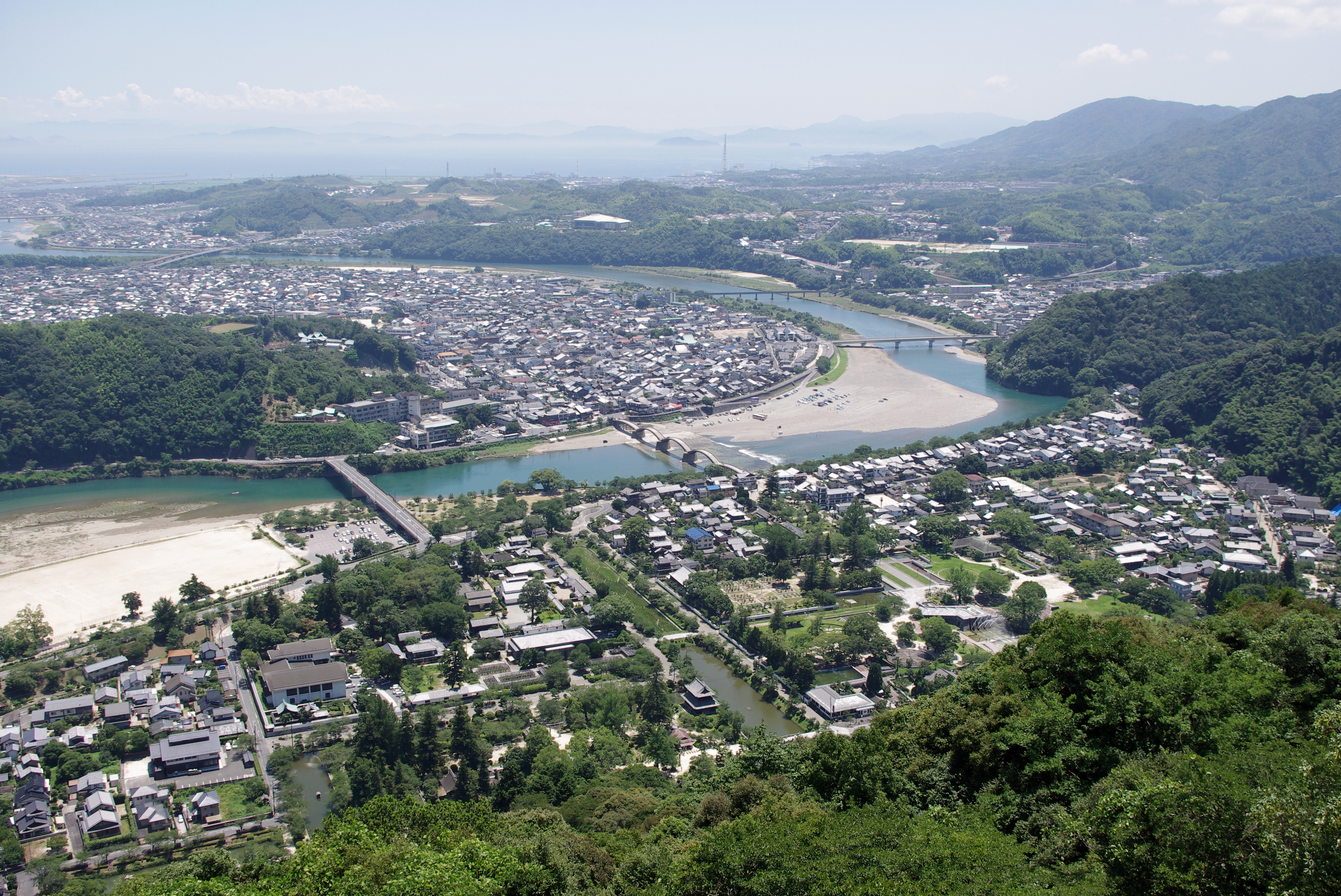
岩国城からの遠望。
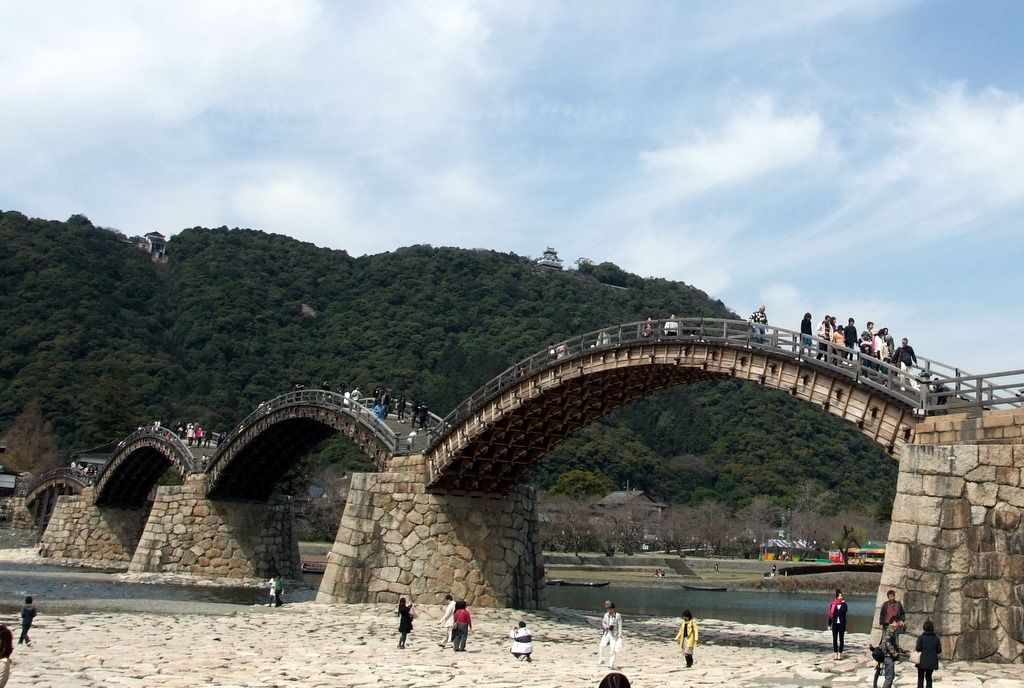
岩国城と錦帯橋。
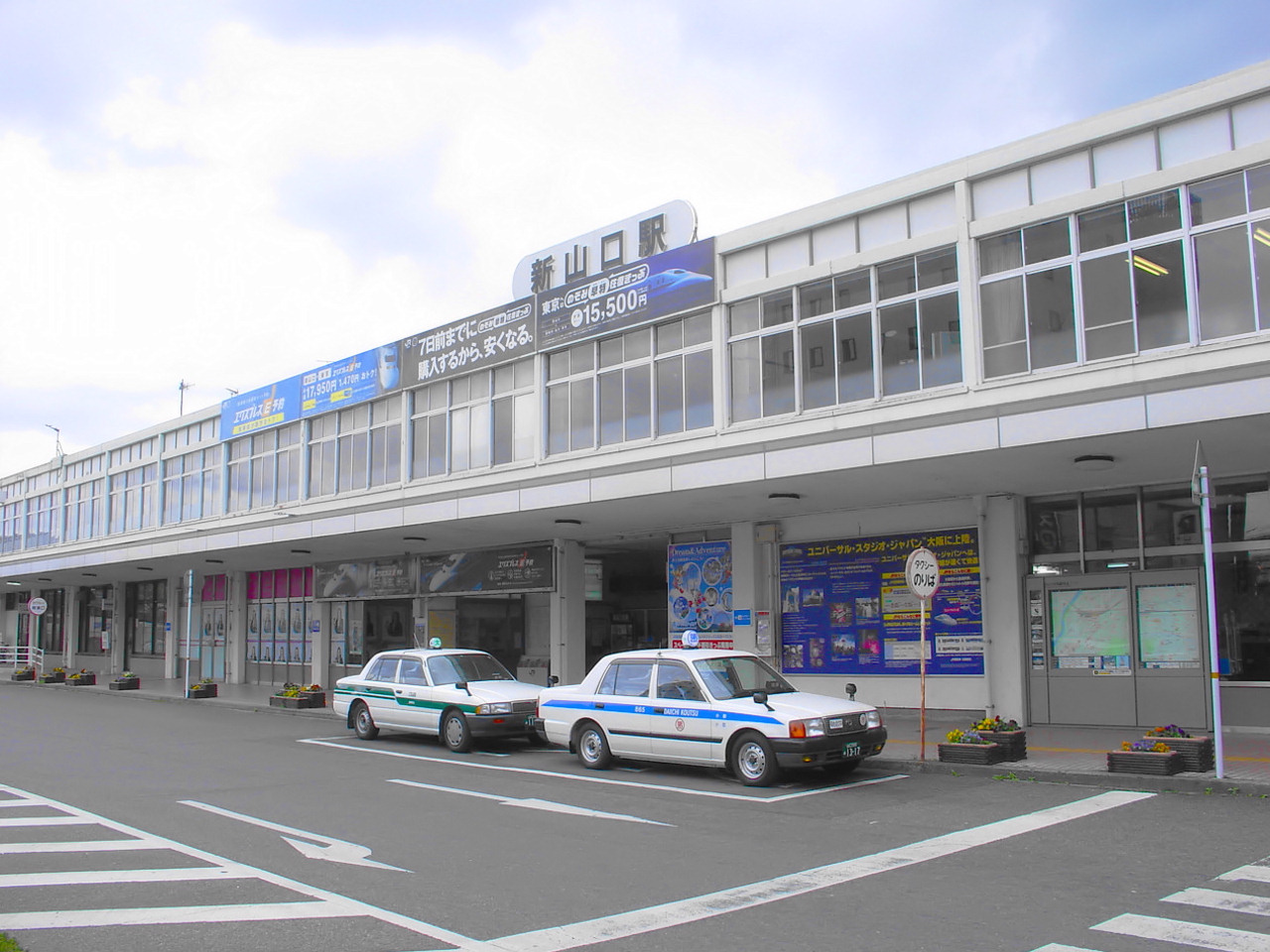
小郡駅。新幹線と在来線各線の接続駅となっており2003年に新山口駅と改称されている。

## 書誌情報
すべて集英社から刊行。2013年12月時点では紙媒体はいずれも絶版。
- 紡木たく『瞬きもせず』集英社〈マーガレットコミックス〉、全7巻

1. 1988年4月発売 ISBN 4-08-849384-2
2. 1989年3月発売 ISBN 4-08-849499-7
3. 1989年6月発売 ISBN 4-08-849530-6
4. 1989年10月発売 ISBN 4-08-849578-0
5. 1990年2月発売 ISBN 4-08-849623-X
6. 1990年6月発売 ISBN 4-08-849661-2
7. 1990年9月発売 ISBN 4-08-849688-4

- 紡木たく『瞬きもせず』集英社〈集英社文庫〉、全4巻

1. 1999年3月23日発売 ISBN 4-08-617465-0
2. 1999年3月23日発売 ISBN 4-08-617466-9
3. 1999年5月23日発売 ISBN 4-08-617467-7
4. 1999年5月23日発売 ISBN 4-08-617468-5

- 紡木たく『瞬きもせず』集英社〈集英社ガールズリミックス〉、全3巻

1. 2003年2月発売 ISBN 4-08-106346-X
2. 2003年2月発売 ISBN 4-08-106354-0
3. 2003年3月発売 ISBN 4-08-106363-X

マーガレットコミックス全7巻と同構成の電子書籍がマーガレットコミックスDIGITALより刊行されている。